# 近藤五郎右衛門
近藤 五郎右衛門（こんどう ごろうえもん、1831年（天保2年） - 1913年（大正2年）6月9日）は、日本の実業家、俳人。俳号は南隣舎五山（吾山）。

## 来歴
越前国大野郡大野町（のち福井県大野郡大野町、現：大野市）の老舗呉服屋あらごろ呉服店の店主。亀城銀行取締役、大野商法会議所役員。
1913年（大正2年）6月9日死亡。
養嗣子は福井県会議員の近藤金次郎。孫は大野町町長の近藤由太郎。曽孫は洋画家の近藤五郎(吾郎)。

## 近藤文庫
近藤文庫とは、近藤五郎右衛門（荒物屋五郎右衛門）の江戸期から明治期にかけての書籍類であり、大野市歴史博物館に所蔵されている。計844冊あり、その内俳諧に関するものが375冊と半数近くを占めている。大野の俳諧の歴史を書き記した『俳諧大野道志留辺』や歳旦帳の『南越亀山下』、『南越富田』などがある。

## 俳諧
- 踏伸す足に藻を巻く蛙かな （硯の筐・水音の技折・散るさくら・山斜九羅）[1]